# Acide argininosuccinique
Pour les articles homonymes, voir ASA.
L’acide argininosuccinique (ASA) est un acide aminé basique converti en arginine par l'argininosuccinate synthase dans le cycle de l'urée et est le précurseur du fumarate du cycle de Krebs sous l'action de l'argininosuccinate lyase.
Certaines cellules le produisent à partir de citrulline et d'acide aspartique.
L'absence d'argininosuccinate lyase fonctionnelle conduit à une accumulation d'argininosuccinate dans les cellules. La pathologie associée est l'acidurie argininosuccinique.

## Synonyme et distinction
L'argininosuccinate est souvent utilisé comme synonyme, il existe cependant un nuance entre les deux termes.
Le terme "acide argininosuccinique" est généralement utilisé pour décrire la forme non ionique de la molécule, c'est-à-dire lorsqu'elle est neutre, avant qu'elle ne soit ionisée dans une solution aqueuse pour former l'argininosuccinate. En revanche, "argininosuccinate" est utilisé pour désigner la forme ionique de la molécule, c'est-à-dire lorsqu'elle porte une charge électrique.
Donc, si vous parlez de la molécule sous sa forme neutre, vous pouvez utiliser le terme "acide argininosuccinique". Par exemple, si vous parlez de sa structure moléculaire ou de ses réactions chimiques dans un contexte où elle n'est pas dissoute dans une solution aqueuse.